# بيتا بورنيوني
بيتا بورنيوني (الاسم العلمي: Hydrornis schwaneri) (بالإنجليزية: Bornean Banded Pitta)‏ هي نوع من الطيور تتبع جنس البيتا المخطط من فصيلة طيور البيتا.